# Fröhlich soll mein Herze springen

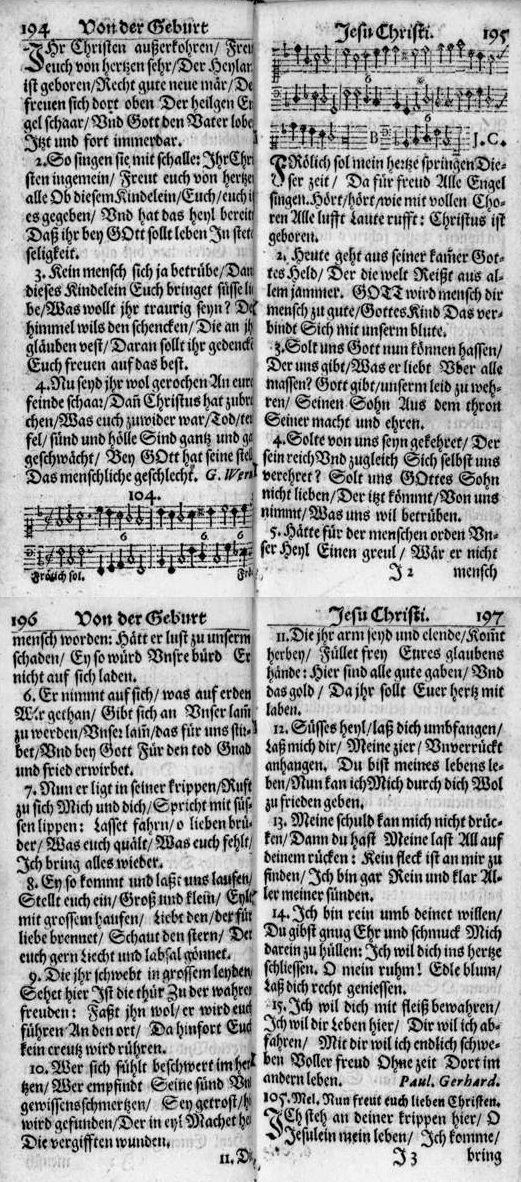
Frölich sol mein hertze springen, Erstdruck 1653

Fröhlich soll mein Herze springen ist ein lutherisches Kirchenlied zum Weihnachtsfest, das Paul Gerhardt wohl gegen Ende seiner ersten Berliner Zeit (1642/43–1651) oder in Mittenwalde (ab 1651) dichtete. Johann Crüger veröffentlichte es erstmals 1653 mit einer von ihm komponierten Melodie in der 5. Auflage seines Gesangbuchs Praxis Pietatis Melica.

## Inhalt
Paul Gerhardt deutet das Weihnachtsgeschehen der Menschwerdung Gottes in der Tradition der lutherischen Orthodoxie als wunderbaren Tausch: Der Sohn Gottes nimmt Sünde, Elend und Tod des Menschen auf sich und gibt ihm dafür Leben, Frieden, „Ehr und Schmuck“.
Der Aufbau folgt dem damals üblichen Predigtschema: Nach der Einleitung, die mit Anklängen aus der Engelsbotschaft in der Weihnachtsgeschichte des Lukas (Lk 2,10–12 ) in der 1. Strophe auf das Thema, die Geburt Christi, hinführt, wird in den Strophen 2 bis 4 die theologische Bedeutung der Menschwerdung Gottes, die Rechtfertigung des Sünders durch das stellvertretende Leiden Christi, im direkten Bezug auf die gläubige, singende Gemeinde dargestellt. Diese wird in der 5. Strophe von Christus selbst eingeladen, das Gnadengeschenk anzunehmen. In den folgenden Strophen fordert der Dichter dazu auf, sich auf das Weihnachtsgeschehen einzulassen. Diesen Abschnitt leitet er mit den Worten der Hirten Lk 2,15  ein. Der Sänger soll somit das Weihnachtsgeschehen nachvollziehen und verinnerlichen. Das Lied endet mit einem Gebet, in dem sich der Sänger Christus zuwendet.

## Text
Gerhardt schrieb 15 achtzeilige Strophen mit einem ungewöhnlichen und kunstvollen Versmaß.
Im Evangelischen Gesangbuch (Nr. 36) stehen die folgenden zwölf Strophen:
| 1. Fröhlich soll mein Herze springen dieser Zeit, da vor Freud alle Engel singen. Hört, hört, wie mit vollen Chören alle Luft laute ruft: Christus ist geboren! 2. Heute geht aus seiner Kammer Gottes Held, der die Welt reißt aus allem Jammer. Gott wird Mensch, dir, Mensch, zugute, Gottes Kind, das verbindt sich mit unserm Blute. 3. Sollt uns Gott nun können hassen, der uns gibt, was er liebt über alle Maßen? Gott gibt, unserm Leid zu wehren, seinen Sohn aus dem Thron seiner Macht und Ehren. 4. Er nimmt auf sich, was auf Erden wir getan, gibt sich dran, unser Lamm zu werden, unser Lamm, das für uns stirbet und bei Gott für den Tod Gnad und Fried erwirbet. | 5. Nun er liegt in seiner Krippen, ruft zu sich mich und dich, spricht mit süßen Lippen: „Lasset fahrn, o liebe Brüder, was euch quält, was euch fehlt; ich bring alles wieder.“ 6. Ei so kommt und laßt uns laufen, stellt euch ein, groß und klein, eilt mit großen Haufen! Liebt den, der vor Liebe brennet; schaut den Stern, der euch gern Licht und Labsal gönnet. 7. Die ihr schwebt in großem Leide, sehet, hier ist die Tür zu der wahren Freude; faßt ihn wohl, er wird euch führen an den Ort, da hinfort euch kein Kreuz wird rühren. 8. Wer sich fühlt beschwert im Herzen, wer empfind’t seine Sünd und Gewissensschmerzen, sei getrost: hier wird gefunden, der in Eil machet heil die vergift’ten Wunden. | 9. Die ihr arm seid und elende, kommt herbei, füllet frei eures Glaubens Hände. Hier sind alle guten Gaben und das Gold, da ihr sollt euer Herz mit laben. 10. Süßes Heil, laß dich umfangen, laß mich dir, meine Zier, unverrückt anhangen. Du bist meines Lebens Leben; nun kann ich mich durch dich wohl zufrieden geben. 11. Ich bin rein um deinetwillen: Du gibst g’nug Ehr und Schmuck, mich darein zu hüllen. Ich will dich ins Herze schließen, o mein Ruhm! Edle Blum, laß dich recht genießen. 12. Ich will dich mit Fleiß bewahren; ich will dir leben hier, dir will ich hinfahren; mit dir will ich endlich schweben voller Freud ohne Zeit dort im andern Leben. |

## Melodien
Johann Crüger schrieb die Melodie EG 36 für sein Gesangbuch Praxis Pietatis Melica. Sie nimmt das Thema des Springens in melodischen Sprüngen und Modulationen auf und unterstreicht in der letzten Zeile „Christus ist geboren“ durch eine absteigende Linie. Crüger komponierte auch einen vierstimmigen Satz, den er 1657 in Geistliche Lieder und Psalmen veröffentlichte.

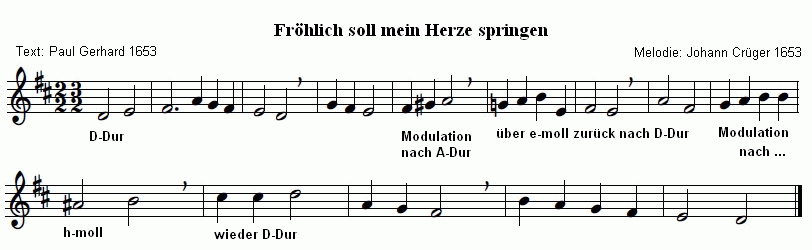
Crügers Melodie, mit Beschreibung der Modulationen

In Freylinghausens Geistreichem Gesangbuch (Halle 1704) findet sich für Fröhlich soll meine Herze springen eine andere Melodie. Ihr Komponist ist unbekannt. Sie ist dem Text im Schweizer Reformierten Gesangbuch zugeordnet (Nr. 400).
Paul Gerhardts Text wurde alternativ auch auf eine Melodie gesungen, die Johann Georg Ebeling zu Gerhardts Warum sollt ich mich denn grämen (EG 370, RG 678) komponierte und 1666 in Pauli Gerhardi Geistliche Andachten veröffentlichte. Dieselbe Melodie ist dem Text auch noch 1736 in Schemellis Gesangbuch zugeordnet. Johann Sebastian Bach benutzte die letzte Strophe von Gerhardts Text, „Ich will dich mit Fleiß bewahren“, in Teil III seines Weihnachtsoratoriums. Sie vertieft dort die vorangegangene Arie „Schließe, mein Herze, dies selige Wunder fest in deinen Glauben ein“. Auch Bach verwendet hier nicht die Melodie von Crüger, sondern die von Ebeling.

## Rezeption
Im Deutschen Evangelischen Kirchen-Gesangbuch von 1854 fehlt das Lied. Seit dem Deutschen Evangelischen Gesangbuch von 1915 gehört es mit Crügers Melodie zum festen Repertoire des evangelischen Kirchengesangs.
Die Arbeitsgemeinschaft für ökumenisches Liedgut (AÖL) stufte das Lied als „ökumenisch“ ein, ohne sich auf eine vollständig gemeinsame Fassung zu einigen. Im Mennonitischen Gesangbuch von 2004 fand eine elfstrophige Version unter Nr. 255 Eingang. Eine Aufnahme in das katholische Gesangbuch Gotteslob (2013) unterblieb. Das Evangelisch-Lutherische Kirchengesangbuch² der SELK enthält 14 Strophen (Nr. 346).

## Übersetzungen
Dänische Übersetzung „Hjerte, løft din glædes vinger…“ im dänischen Kirchengesangbuch Den Danske Salmebog, Kopenhagen 2002, Nr. 114; auch im Gesangbuch der dänischen Heimvolkshochschulbewegung Højskolesangbogen, 18. Ausgabe, Kopenhagen 2006, Nr. 223 (nach Paul Gerhardt, „Frölich [!] soll mein Herze springen“, 1653. Übersetzt von C. J. Brandt, 1878, verkürzt [auf 6 Strophen]).